# Augustinus Plattner
Augustinus Plattner (* ca. 1585; † 1626) war ein deutscher Komponist.

## Leben
Plattners Vater war Lehrer am weltlichen Chorherrenstift Comburg. Er hatte mindestens zwei Söhne: Augustin und Sebastian. Beide sind in den Quellen als „Kiebitze“ – als junge Sänger – am Chorherrenstift erwähnt. Aus Mangel an Quellen ist über Augustinus Plattner in der Zeit von 1598 bis 1613 nichts bekannt. 1613 war Plattner dann in Innsbruck als fürstlicher Hoforganist angestellt. Musikalisch beeinflusste ihn offenbar der dortige Hofkapellmeister Johann Stadlmayr. Für die Jahre 1613 bis 1617 ist Plattners Schicksal ebenfalls wieder unbekannt. Ab Mai 1617 ist er dann jedoch als Hoforganist in Bad Mergentheim nachgewiesen. Sein Wirkungsort war die damalige Schlosskirche des Deutschordensschlosses. Als Besoldung erhielt Plattner 100 Gulden, ca. 600 Liter Korn und ca. 900 Liter Wein. Plattner wird 1621 und 1622 auch in den Hofratsprotokollen wegen verschiedener Streitigkeiten erwähnt.
Von seinem Werk als Komponist sind insgesamt acht doppelchörige Messen im Druck erhalten (Missae octo vocum cum duplici basso ad organum accomodato, 1624).
Plattner starb im Sommer 1626; er war wohl etwas über 40 Jahre alt.